# Georges Condominas

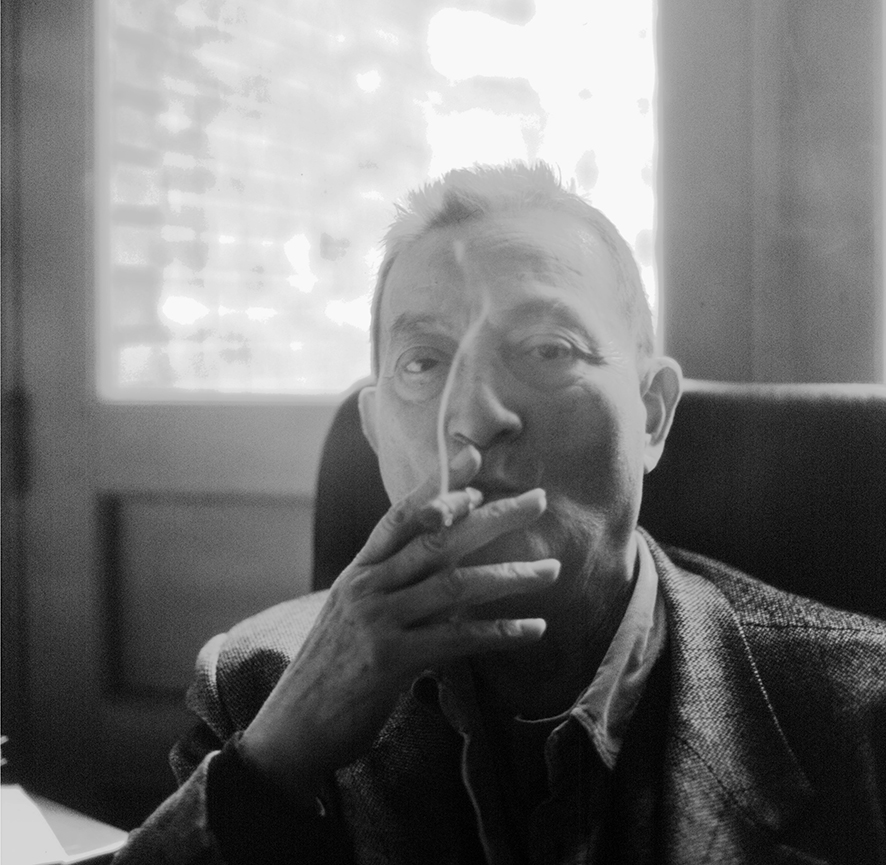
Georges Condominas

Georges Condominas (Haiphong, 29 de junho de 1921 — 17 de julho de 2011), foi um etnólogo francês, nascido no Vietname, especialista em etnias do sudeste asiático.
De pai francês e mãe luso-sino-vietnamita, após a guerra, Condominas foi aluno de André Leroi-Gourhan, Denise Paulme e Marcel Griaule, no Museu do Homem, com  Georges Balandier, Jean Guiart et Paul Mercier. Participou também do seminário de Maurice Leenhardt na École pratique des hautes études (Ephe).
Aos 27 anos, em 1948, seguiu para sua primeira viagem de estudos, por conta do Office de la recherche scientifique coloniale (Orsc), depois Office de la recherche scientifique et technique outre-mer (Orstom). Instala-se em Sar Luk, vilarejo de população mnong gar, no planalto do Darlac (atual província de Dac Lac), no centro do Vietnam, onde estuda a vida social no lugar. Dessa visita resulta uma obra científica extensa, na qual se destacam dois livros importantes :Nous avons mangé la forêt de la pierre-génie Gôo (1957) e  L'exotique est quotidien (1965).
Condominas prossegue sua carreira de etnógrafo ao longo de vários períodos de estudos e pesquisas entre 1957 et 1960. Será pesquisador do Orstom no Togo, onde se inicia no vodu, e em Madagascar. Torna-se membro correspondente da École française d’Extrême-Orient (ÉFEO) e representante da UNESCO na Tailândia, no Laos e no Cambodja
Em 1960 é nomeado diretor da VI seção da  École pratique des hautes études, onde cria, em 1962, com André-Georges Haudricourt e Lucien Bernot, o Centre de documentation et de recherche sur l'Asie du Sud-Est et le monde insulindien (CeDRASEMI). O CeDRASEMI torna-se uma referência para os pesquisadores dessa área da civilização.
Para Georges Condominas a etnologia significa um engajamento em  tempo integral, o que justifica seu envolvimento no anticolonialismo e sua participação no manifesto dos 121 (Declaração sobre o direito à insubmissão na guerra da Argélia, assinada por universitários e artistas e publicada em 6 de setembro de 1960).a denúncia do etnocídio dos Mnong gar, a promoção do desenvolvimento respeitoso das culturas tradicionais e a luta pelo reconhecimento de um patrimônio mundial imaterial.
Condominas foi várias vezes  Visiting Professor nas universidades Columbia e Yale entre 1963 e 1969, fellow do Center for Advanced Studies in the Behavioral Sciences de Palo Alto em 1971. No Japão e na Austrália é também considerado como uma autoridade em  etnologia.
Amigo de escritores e poetas, Georges Perec homenageou Condominas em um belo texto denominado Anagrammes de Georges Condominas.
A midiateca do Museu do Quai Branly adquiriu um importante conjunto dos seus arquivos, livros e fotografias, colocando-os à disposição dos pesquisadores e estudiosos.

## Livros publicados
- Nous avons mangé la forêt de la Pierre-Génie Gôo : (Hii Saa Brii Mau-Yaang Gôo) : Chronique de Sar Luk, village Mnong Gar. Paris : Mercure de France, 2003. ISBN 2-7152-2419-2.
- L'Exotique est quotidien: Sar-Luk, Vietnam central. Paris : Plon, 2006. ISBN 2-266-16146-6.
- Fokon ‘olona et collectivités rurales en Imerina, prefácio de Hubert Deschamps, Paris, Berger-Levrault, 1960, 234 p., cov. ill map; bibliog. p. 23 1-234 (L’homme d’Outre-Mer. Nouvelle série. 3) (2ª ed ORSTOM, 1991).
- L’Espace social. A propos de l’Asie du Sud-Est, Paris, Flammarion, 1980 (traduzido em vietnamita. Hanoi, 1997).
- From Lawa to Mon, from Saa’ to Thai: historical and anthropological aspects of Southeast Asian social spaces, transl. Canberra, Department of Anthropology, Research School of Pacific Studies, Australian National University, 1990.
- L'espace social = Raya thaang sangkhôm, Bangkok, Cahiers de France, 1991
- Le Bouddhisme au village = Val sonna bot: notes ethnographiques sur les pratiques religieuses dans la société rurale lao (plaine de Vientiane), Vientiane, Cahiers de France, 1998

## Entrevistas e artigos
- CONDOMINAS, Georges, TERTRAIS, Huges. Georges Condominas. L'ethnologie comme mode de vie. La lettre de l'AFRASE, mars 1996, 1996, no. n° 38.
- CONDOMINAS, Georges et GOUDINEAU, Yves. La contestation ethnologique. Cahiers des Sciences Humaines (Paris) : Trente Ans, 1993, vol. 1993, pp. 37–49. ISSN 0768-9829.
- CONDOMINAS, Georges,The primitive life of Vietnam's mountain people.  Natural history, jun-jul 1966, 1966, pp. 13–20. ISSN 0028-0712.

## Discografia
- CONDOMINAS, Georges ; DOURNES, Jacques et THIBAULT, Geneviève. Vietnam [Enregistrement Sonore] : Musiques des Montagnards. Paris : Le chant du Monde ; Arles : Harmonia Mundi, 1997.